# Stibadocera nigronitida
Stibadocera nigronitida är en tvåvingeart som beskrevs av Alexander 1972. Stibadocera nigronitida ingår i släktet Stibadocera och familjen mellanharkrankar. Inga underarter finns listade i Catalogue of Life.